# Aeroportul Internațional Manas
Aeroportul Internațional Manas (IATA: FRU, ICAO: UCFM) este un aeroport din Regiunea Ciui, Kârgâzstan ce deservește zona Bișkek. Aeroportul a fost tranzitat în 2019 de 2.167.759 de pasageri. A fost deschis în 1974 și numit după Epic of Manas⁠(d).
Situat la o altitudine de 637 m, aeroportul dispune de 1 pistă.

## Infrastructură

### Piste
Aeroportul dispune de o singură pistă. Pista 08/26 are suprafața de Beton armat și dimensiunile 4.204 m × 55 m. 